# Pete Docter
Peter Hans "Pete" Docter (Bloomington (Minnesota), 9 oktober 1968) is een Amerikaanse filmregisseur, scenarioschrijver, filmproducent, animator en stemacteur. Hij is vooral bekend als regisseur van de animatiefilms Monsters, Inc. en Up, en als artistiek leider bij Pixar Animation Studios. In totaal werd hij vijf keer genomineerd voor een Oscar en won hij er een, voor Up.

## Filmografie
- Toy Story (1995) - Scenario, hoofdanimator
- Geri's Game (1997) - Animator
- A Bug's Life (1998) - Additional Storyboard Artist
- Toy Story 2 (1999) - Scenario
- Monsters, Inc. (2001) - Regie, scenario
- Mike's New Car (2002) - Regie, scenario
- The Incredibles (2004) - Overige stemmen
- Howl's Moving Castle (2004) - Executive Producer (U.S. production)
- WALL-E (2008) - Scenario
- Up (2009) - Regie, scenario / Stem van Kevin & Campmaster Strauch
- Dug's Special Mission (2009) - Executive Producer
- Monsters University (2013) - Executive Producer, scenario
- Inside Out (2015) - Regie, scenario / Stem van vader's Woede
- Soul (2020) - Regie, scenario
- Inside Out 2 (2024) - Executive Producer, Stem van vader's Woede